# Magliophis stahli
Espèce
Synonymes
- Leimadophis stahli Stejneger, 1904
- Arrhyton exiguum stahli (Stejneger, 1904)

Magliophis stahli  est une espèce de serpents de la famille des Dipsadidae.

## Répartition
Cette espèce est endémique de Porto Rico.

## Étymologie
Cette espèce est nommée en l'honneur du Docteur Agostin Stahl.

## Publication originale
- Stejneger, 1904 : The herpetology of Porto Rico. Annual Report of the United States National Museum for 1902, p. 549-724 (texte intégral).